# Games for Windows: The Official Magazine
Games for Windows: The Official Magazine (укр. Ігри для Windows: Офіційний журнал) — щомісячний журнал про комп'ютерні ігри, що видавався компанією Ziff Davis Media, яка ліцензувала бренд Games for Windows у Microsoft Corporation. Це був наступник журналу Computer Gaming World.

## Історія
Перший номер вийшов у листопаді 2006 році. Починаючи з номера за квітень-травень 2008 року, журнал більше не випускається, а редакція була інтегрована в 1UP.
За словами Ziff Davis, журнал мав стати «відродженням» Computer Gaming World, який за останні кілька років втратив присутність у газетних кіосках. Крім того, за словами редакції CGW/GFW, журнал по суті залишався незмінним і жодним чином не підлягав впливу Microsoft, що знайшло своє відображення в юридичній угоді між Ziff Davis і Microsoft (подібно до того, як Sony жодним чином не впливала на зміст офіційного американського журналу PlayStation Magazine, за винятком умісту демонстраційних дисків).
Протягом останніх кількох років журнал Computer Gaming World висвітлював переважно ігри лише для Windows через відносну нестачу ігор, що підтримують інші операційні системи. За словами редакторів журналу з подкасту в серпні 2006 року, ідея створення журналу, присвяченого виключно іграм для Windows, виникла, коли Microsoft намагалася зробити Windows життєздатною ігровою платформою (зокрема, на виставці E3 2006), подібно до її консольного брата Xbox. Редактори CGW звернулися до Microsoft з ідеєю створення журналу, орієнтованого на платформу, на кшталт OPM чи Nintendo Power, після чого між різними видавцями розпочалася війна за права на його видання. Зрештою, Ziff Davis виграв права і, оскільки компанія вже мала журнал про комп'ютерні ігри, вирішила перезапустити видання в його нинішньому вигляді.
Обкладинка прем'єрного випуску GFW вважалася даниною поваги обкладинці першого випуску CGW, на обох обкладинках був зображений дракон.

## Редакція
Остаточний склад редакції включав головного редактора Джеффа Ґріна, старшого редактора Шона Моллоя, редактора новин Шона Елліотта та редактора оглядів Раяна Скотта. Редактор Даррен Ґледстоун залишив журнал у грудні 2007 року, щоб працювати в PC World.

## GFW Radio
На сайті 1UP.com редакція журналу продовжувала вести щотижневий подкаст GFW Radio, що проводився співробітниками редакції. Після відходу кількох ключових співробітників, у тому числі Джеффа Ґріна та Шона Елліотта, останній епізод вийшов в ефір 17 вересня 2008 року.